# Intel

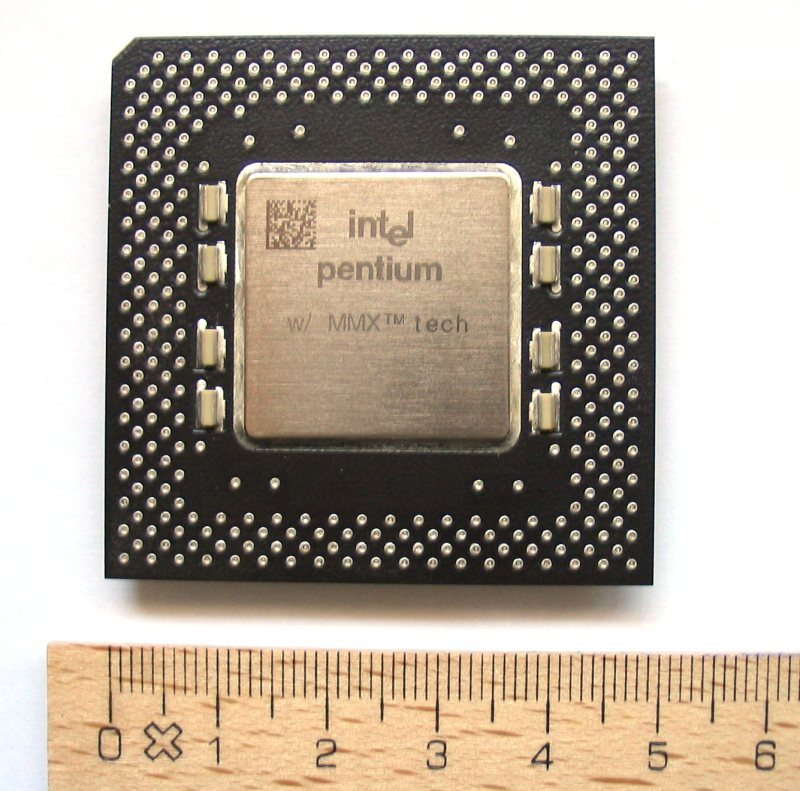
Pentium MMX - bovenaanzicht

Intel is een Amerikaans bedrijf dat zich specialiseert in het ontwerpen en produceren van chips, moederborden, software en andere componenten van computers en computernetwerken. Intel is vooral bekend van de microprocessoren die in de meeste hedendaagse personal computers zitten: de 8086-structuur, die via de 286, 386 en 486 tot de Pentiums is uitgegroeid.

## Activiteiten
Intel is een ontwerper en fabrikant van chips. Intel is nog een van de weinige bedrijven die beide activiteiten uitvoert, veel bedrijven actief in deze sector hebben gekozen voor het ontwerp of de productie.
De activiteiten zijn in twee onderdelen verdeeld plus een groep overig:
- Intel Products
  - Client Computing Group (CCG)
  - Data Center and AI (DCAI)
- Intel Foundry, hier is de productie in ondergebracht
- Overig, inclusief de belangen in Altera en Mobileye.

De twee divisies hebben elkaar ook als klant, inclusief de interne leveringen heeft Intel Foundry een omzetaandeel van 25% in het totaal in 2024. In 2023 en 2024 leed dit bedrijfsonderdeel grote verliezen, terwijl Intel Products goede winstmarges realiseerde.

### Resultaten
Intel was tot 2023 een bijzonder winstgevend bedrijf. De sprong in de omzet en werknemers in 2011 was vooral het gevolg van overnames die zijn gepleegd, waaronder McAfee. In de jaren 2019-2021, investeerde het bedrijf gemiddeld US$ 16,5 miljard. 
In het derde kwartaal 2024 leed Intel een nettoverlies van US$ 17 miljard, een record. Het bedrijf verkeert in problemen en voert een ingrijpend herstructureringsplan uit. Als onderdeel van dit plan nam Intel een voorziening van US$ 2,8 miljard aan herstructureringskosten en schreef ook US$ 16 miljard af op de waarde van activa gerelateerd aan de Intel 7 processor en op goodwill betaald voor Mobileye.
| Jaar | Omzet       | Bedrijfs- resultaat | Netto- resultaat | Werk- nemers |
| Jaar | (× miljoen) | (× miljoen)         | (× miljoen)      | Werk- nemers |
| ---- | ----------- | ------------------- | ---------------- | ------------ |
| 1985 | $ 1.365     | $ −60               | $ 2              | 21.300       |
| 1990 | $ 3.921     | $ 858               | $ 650            | 23.900       |
| 1995 | $ 16.202    | $ 5.252             | $ 3.566          | 41.600       |
| 2000 | $ 33.726    | $ 10.395            | $ 10.535         | -            |
| 2005 | $ 38.826    | $ 12.090            | $ 8.664          | 99.900       |
| 2010 | $ 43.623    | $ 15.588            | $ 11.464         | 82.500       |
| 2015 | $ 55.355    | $ 14.002            | $ 11.420         | 107.300      |
| 2016 | $ 59.387    | $ 12.874            | $ 10.316         | 106.000      |
| 2017 | $ 62.761    | $ 17.936            | $ 9.601          | 102.700      |
| 2018 | $ 70.848    | $ 23.316            | $ 21.053         | 107.400      |
| 2019 | $ 71.965    | $ 22.035            | $ 21.048         | 110.800      |
| 2020 | $ 77.867    | $ 23.678            | $ 20.899         | 110.600      |
| 2021 | $ 79.024    | $ 19.456            | $ 19.868         | 121.100      |
| 2022 | $ 63.054    | $ 2.334             | $ 8.017          | 131.900      |
| 2023 | $ 51.228    | $ 93                | $ 1.675          | 124.800      |
| 2024 | $ 53.101    | $ −11.678           | $ −19.223        | 108.900      |

## Geschiedenis
Het bedrijf is in 1968 door Robert Noyce en Gordon Moore opgericht. De derde werknemer was Andrew Grove. Grove was elf jaar president-directeur, een positie die hij op 20 mei 1998 afstond aan Craig Barrett. Grove bleef aan als voorzitter van de raad van commissarissen tot november 2004. Onder zijn leiding groeide Intel van een omzet van US$ 1,9 miljard tot een concern met een winst van US$ 6,9 miljard op een omzet van US$ 25 miljard. In diezelfde periode werden de aandelen Intel vijftien keer meer waard. Moore voorspelde met zijn Wet van Moore, dat het aantal schakelingen op een chip iedere twee jaar zou verdubbelen.
Moore en Noyce wilden hun bedrijf eerst 'Moore Noyce' noemen, maar die naam klonk niet zo goed als bedrijfsnaam. Daarom besloten ze hun bedrijf INTegrated ELectronics of afgekort Intel te noemen. Intel was al de naam van een hotelgroep, dus moesten ze de naam kopen.
Het bedrijf startte met het maken van geheugen voor computers voordat ze overschakelden op het vervaardigen van microprocessoren. Andrew Grove beschrijft deze ommezwaai in zijn boek Only the paranoid Survive.
Intel ontwikkelde in de jaren zeventig de eerste microprocessor: de Intel 4004-processor. In 1981 werden de Intel 8086/8088-processoren gebruikt voor de eerste IBM Personal Computers.
Tijdens de jaren 90 was Intel Architecture Labs (IAL) verantwoordelijk voor veel ontwikkelingen in op het gebied van hardware, zoals de PCI-bus, UDMA, de Universal Serial Bus (USB) en de architectuur voor de multi-processorservers.
Intel heeft als grote concurrent Advanced Micro Devices (AMD) waarmee Intel een volledige samenwerkingsovereenkomst heeft sinds 1976. In 2008 vielen ambtenaren van de Europese Commissie de Duitse vestiging van Intel binnen. Het bedrijf werd verdacht van misbruik van zijn dominante marktpositie, na een klacht van AMD. Op 13 mei 2009 deelde eurocommissaris Neelie Kroes voor mededinging en concurrentie een boete van 1,06 miljard euro uit. Dit was tot dan toe de grootste boete die de EC heeft uitgedeeld voor dit soort vergrijpen. Volgens Kroes schond Intel, met een marktaandeel van 80%, Europese regels door korting te geven aan diverse computerfabrikanten als deze chips van Intel zouden gebruiken in plaats van die van de kleinere concurrent AMD. Dit was een bewuste strategie om AMD van de markt te weren. Vijftien jaar later oordeelde het Europese Hof van Justitie dat Intel deze boete niet hoeft te betalen.
In 2010 werd de overname van beveiligingsleverancier McAfee afgerond. Intel gaat de beveiligingstechnologie van McAfee toevoegen aan zijn microprocessoren en chipsets en verwacht hiermee concurrerender te worden op het gebied van smartphones en andere mobiele apparaten. Hierbij blijven de hardwareplatformen wel toegankelijk voor andere beveiligingsleveranciers, wat een eis was van de toezichthouders. McAfee blijft een eigen identiteit behouden. Zes jaar later verkocht Intel een meerderheidsbelang van 51% on McAfee aan investeerder TPG. Tegen de koopprijs van dit belang was heel McAfee zo'n US$ 4,2 miljard waard, inclusief de schulden.
In juni 2015 deed Intel een overnamebod op branchegenoot Altera. Intel was bereid US$ 16,7 miljard (15,2 miljard euro) te betalen. De chipindustrie kampt met groeiende concurrentie waardoor de prijzen onder druk staan en fabrikanten scherp op de kosten moeten letten. Intel levert vooral chips voor computers en servers en Altera maakt chips voor netwerken en mobiele applicaties. De transactie werd in het eerste kwartaal van 2016 afgerond. In april 2025 verkocht Intel 51% van de aandelen Altera. De koper is Silver Lake en de transactie zal in het tweede halfjaar 2025 worden afgerond. In het gebroken boekjaar 2024 behaalde Altera een omzet van US$ 1,5 miljard. Op basis van deze transactie is heel Altera ongeveer US$ 8,75 miljard waard, ongeveer de helft van wat Intel in 2015 zelf heeft betaald.
In maart 2017 werd de overname aangekondigd van Mobileye, een systeemontwikkelaar voor zelfrijdende voertuigen sinds 1999. Intel is bereid US$ 15,3 miljard te betalen voor dit bedrijf waarmee het al enige tijd samenwerkt. Mobileye heeft al contracten met 27 automobielfabrikanten. In augustus 2017 was de overname vergevorderd en had Intel ruim 80% van de aandelen Mobileye in handen.
In 2021 keerde Pat Gelsinger terug als bestuursvoorzitter bij Intel. Hij kreeg als taak mee de innovatieve voorsprong te herstellen en strategische duidelijkheid te verschaffen. Zijn IDM 2.0-strategie was erop gericht Intel weer een wereldleider te maken, met name op het gebied van de productie van chips.
In januari 2022 maakte Intel bekend twee nieuwe fabrieken te bouwen in Ohio. Dit vergt een investering van ruim US$ 20 miljard. De vraag naar geavanceerde halfgeleiderproducten stijgt sterk en meer productiecapaciteit is noodzakelijk. De capaciteit wordt ingezet voor Intel chips, maar ook voor andere klanten van Intel Foundry Services. Naar verwachting begint de bouw tegen jaareinde 2022 en de productie kan in 2025 beginnen. Deze eerste fase zal zo'n 3000 banen opleveren. Dit is een eerste stap en Intel ziet bij deze locatie veel potentie om de capaciteit verder uit te breiden.
In maart 2022 volgde ambitieuze investeringsplannen in Europa, waaronder een nieuwe chipfabriek in Maagdenburg. De bouw zou in 2023 starten en de productie vier jaar later. De investeringen werden geraamd op € 17 miljard en er zouden 3000 arbeidsplaatsen komen. In 2024 werd de bouw tijdelijk stilgelegd en in juli 2025 viel het besluit de bouw in Maagdenburg te staken. Verder wordt de bestaande fabriek in Ierland uitgebreid en in Italië wordt € 4,5 miljard geïnvesteerd in een fabriek die chips gaat verpakken.
In februari 2022 werd de overname van de Israëlische chipproducent Tower Semiconductor bekendgemaakt voor € 5,3 miljard. Tower Semiconductor maakt voor andere chipleveranciers processoren die uiteindelijk hun bestemming vinden voor de automobielindustrie, consumentenelektronica en voor medische en industriële apparatuur. In augustus 2023 trok Intel het aanbod om Tower Semiconductor over te nemen in en betaalde US$ 353 miljoen als schadevergoeding.
In augustus 2024 raakte bekend dat het bedrijf zo’n 15.000 medewerkers zou ontslaan, vanwege tegenvallende bestellingen. Volgens beursanalisten “heeft Intel inzake kunstmatige intelligentie de boot gemist.” In juli 2025 meldde het bedrijf te streven naar een verdere reductie van het aantal medewerkers naar 75.000 per jaareinde 2025.
In december 2024 werd Pat Gelsinger ontslagen vanwege de teleurstellende resultaten. Door de unieke positie van Intel in twee markten laaide een discussie op waarbij een splitsing van de activiteiten niet wordt uitgesloten. Rivalen als Taiwan Semiconductor Manufacturing Company en Broadcom zouden interesse in delen hebben getoond.
In 2025 meldde Intel een vertraging in de bouw en oplevering van de nieuwe fabrieken in Ohio. Het plan behelst een investering van in totaal US$ 28 miljard, maar de oplevering wordt uitgesteld. De oplevering van de eerste fabriek wordt nu in 2030 verwacht, dit was 2025, en voor de tweede fabriek in de oplevering uitgesteld tot 2031. De start van de productie is een jaar later in beide gevallen. De vertraging is ingeven om de investeringsuitgaven meer de in lijn te brengen met de verwachte vraag naar chips.
Op 18 augustus 2025 maakte SoftBank bekend voor US$ 2 miljard aan aandelen Intel te kopen. Met een belang van 2% is SoftBank de op vier na grootste aandeelhouder geworden. De aandelenkoers is sinds begin 2024 met 60% gedaald mede omdat Intel niet heeft geprofiteerd van de hoge vraag naar chips voor kunstmatige intelligentie en tegelijk veel investeert in nieuwe fabrieken maar nog onvoldoende klanten aan zich heeft weten te binden.